# Blood Axis
Blood Axis američki je neofolk sastav. Čine ga novinar i autor Michael Moynihan, glazbeni producent Robert Ferbrache te glazbenica i autorica Annabel Lee.

## Diskografija

### Albumi
- The Gospel of Inhumanity (1995.)
- Blót: Sacrifice in Sweden (1998.)
- Born Again (2010.)
- Ultimacy (2011.)

### Suradnje isplit-albumi
- Walked in Line (1995.)
- The March of Brian Boru (1998.)
- Witch-Hunt: The Rites of Samhain s In Gowan Ringom (2001.)
- Absinthe: La Folie Verte s Les Joyaux de la Princesseom (2001.)
- Absinthe: La Folie Verte LP box s Les Joyaux de la Princesseom (2002.)
- The Dream / Fröleichen So Well Wir (2010.)

## Vanjske poveznice
- Službena web-stranica Blood Axisa  Arhivirana inačica izvorne stranice od 10. veljače 2021. (Wayback Machine)
- Web-stranica obožavatelja